# Развёртывание отверстий
Развёртывание — вид чистовой механической обработки отверстий резанием.
Производят после предварительного сверления и зенкерования для получения отверстия с меньшей шероховатостью. Вращающийся инструмент — развёртка — снимает лезвиями мельчайшие стружки с внутренней поверхности отверстия. Условия резания и нагрузка на инструмент при выполнении развёртывания, и шероховатость поверхности схожи с так называемым протягиванием.
Не следует путать развертывание с зенкерованием. Последнее является получистовой операцией, выполняемой обычно над отверстиями в литых деталях с целью удаления литьевой шероховатости и получения отверстий невысокой точности. Зенкерование также рекомендуется выполнять перед развёртыванием (чистовой операцией).

## Назначение развёртывания
Развёртывание является необходимой чистовой операцией для:
- Получения точных калиброванных отверстий: посадочные для подшипников, отверстия для плунжеров, валов и др
- Получения малой шероховатости поверхности отверстий: для уменьшения трения, для плотного контакта или посадки.

## Выполнение развёртывания
Развёртывание выполняется на всех станках применяемых и приспособленных для зенкерования, и в редких случаях вручную.

## Инструмент для развёртывания
Основным инструментом для выполнения развёртывания являются так называемые развёртки, представляющие собой многолезвийные (4-20 лезвий) цилиндрические либо конические инструменты, имеющие ось вращения и при вращении которых происходит резание материала. При развёртывании применяют следующие виды развёрток:
- Цилиндрические цельные ручные: Ручная развёртка отверстий от 1 до 32 мм в диаметре (глубиной до 150 мм).
- Конические цельные ручные: Ручное развёртывание конических отверстий (до конус Морзе 3).
- Цилиндрические цельные машинные: развёртка отверстий до 150 мм.
- Конические цельные машинные: развёртка любых инструментальных конусных поверхностей.
- Цилиндрические раздвижные ручные: регулирование диаметра развёртки (подгонка отверстий до 32 мм в диаметре).
- Цилиндрические раздвижные машинные: регулирование диаметра развёртки.

Развёртки изготовляют из инструментальных (среднелегированных чаще, быстрорежущих реже, углеродистых редко) сталей, и оснащённых твёрдыми сплавами.
Развёртывание производят как без охлаждения («всухую») так и с охлаждением СОЖ.